# Мартинес, Уго (футболист)
Уго Хавьер Мартинес Кантеро (исп. Hugo Javier Martínez Cantero; род. 27 апреля 2000, Santa Elena, Кордильера) — парагвайский футболист, полузащитник клуба «Либертад» и сборной Парагвая.

## Клубная карьера
Мартинес — воспитанник клуба «Либертад». 30 октября 2018 года в матче против столичного «Гуарани» он дебютировал в парагвайской Примере. В 2019 году Мартинес помог клубу завоевать Кубок Парагвая. 26 мая 2021 года в поединке Южноамериканского кубка против чилийского «Палестино» Уго забил свой первый гол за Либертад, а также отметился забитым мячом в матче турнира против колумбийского «Атлетико Хуниор». В составе клуба Мартинес дважды выиграл чемпионат. 

## Международная карьера
2 сентября 2021 года в отборочном матче чемпионата мира 2022 против сборной Эквадора Мартинес дебютировал за сборную Парагвая.

## Достижения
Клубные
 «Либертад»
- Победитель парагвайской Примеры (2) — Апертура 2021, Апертура 2022
- Обладатель Кубка Парагвая (1) — 2019